# Willy Alberti
Pour les articles homonymes, voir Alberti.
Willy Alberti, né le 14 octobre 1926 à Amsterdam (Pays-Bas) et mort le 18 février 1985 dans cette même ville, est un chanteur, acteur et présentateur de télévision néerlandais, originaire d'Amsterdam. Il est le cousin d'un autre chanteur populaire Johnny Jordaan, sa fille (Willeke) et son arrière petit-fils (Johnny de Mol) sont aussi des personnalités connues de l’industrie du spectacle aux Pays-Bas. 